# Armand Labin
Pour les articles homonymes, voir Labin (homonymie).
Armand Labin, né à Bucarest le 20 janvier 1906 et mort à Montpellier le 4 juillet 1956, est un journaliste français d'origine roumaine, fondateur du Midi libre.

## Biographie
Il est l'ainé d'une fratrie de quatre enfants :
- Son frère Émile Labin entre à l'X avec la promotion 1928 et se lance ensuite avec succès dans l'aventure alors balbutiante de l'électronique[2].
- Sa sœur Gina Labin-Benichou devient avocate et épouse Paul Benichou.
- Le dernier frère, Édouard Labin est l'un des pionniers de l'EAO et l'époux de Suzanne Labin.

Après des études de philosophie à la Sorbonne, il devient journaliste en 1928.
Il a été le fondateur du journal Midi libre en 1944, il a été résistant et recherché par la Gestapo pendant l'Occupation. Second époux de la photographe Denise Bellon, dont il a eu un fils, l'analyste financier Jérôme Labin, il a eu pour pseudonyme pendant la guerre Jacques Bellon, nom du premier époux de sa femme, parti au Maroc.
Comme Le Monde, Midi libre a vu le jour à la Libération. Le numéro 1, publié le 27 août 1944, est l’œuvre d’une équipe de résistants menée par Jacques Bellon, le premier PDG et Maurice Bujon, le premier rédacteur en chef. Au fil des ans, raconte l’historien Félix Torrès dans une brochure publiée à l’occasion du cinquantième anniversaire du journal, « Midi libre a su survivre, se développer, gagner sans cesse de nouveaux lecteurs, évincer ses rivaux régionaux de l’Hérault et du Gard, acquérir ceux de l’Aveyron, de l’Aude et des Pyrénées-Orientales... La formule des années 1950-60 est plus que jamais vraie : des Alpes aux Pyrénées, de l’Auvergne à la mer. »
Il est inhumé au cimetière du Père-Lachaise (10e division).